# Wadim Afanasjew
Wadim Jewgienjewicz Afanasjew (ros. Вадим Евгеньевич Афанасьев; ur. 13 września 2000 r. w obwodzie wołgogradzkim) – rosyjski gimnastyk występujący w tumblingu, mistrz świata i Europy.
Na mistrzostwach świata w Petersburgu zdobył złoty medal w tumblingu, pokonując Brytyjczyka Elliotta Browna i Chińczyka Zhanga Kuo.